# Isla de Los Pinos
La Isla de Los Pinos (en francés: Île des Pins), también llamada la "isla más cercana al paraíso" ( l'île la plus proche du paradis), es una isla de 152,3 km² al sureste de Nueva Caledonia, que los canacos llaman Kunié. 

## Historia

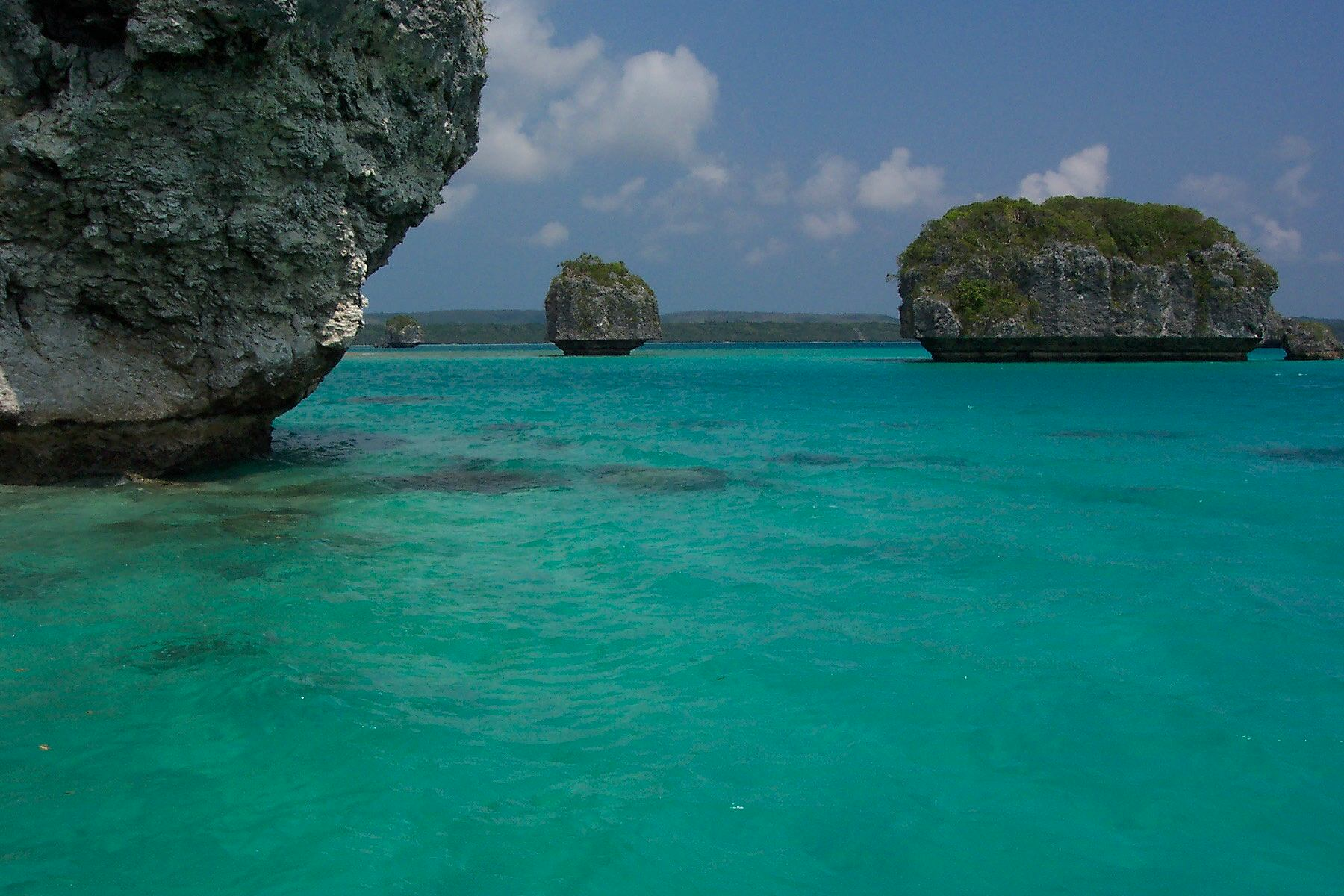
Bahía de Upi, Isla de los Pinos

La isla fue avistada una vez por James Cook en 1774 durante su segundo viaje a Nueva Zelanda. Cook vio humo que atribuyó a los asentamientos humanos, y dio su nombre a la isla debido a la abundante presencia de pinos columnares (Araucaria columnaris) con sus características siluetas delgadas y altas.
La Isla de Los Pinos es también conocida por sus restos prehistóricos y por la alfarería en un lugar llamado "Vache" en el pueblo de Vao, de la era precristiana, pinturas rupestres y más de 400 túmulos funerarios en el centro de la isla, donde hasta hoy no se sabe si son hechos por el hombre o naturales.
En 1840 los misioneros cristianos, tanto protestantes como católicos llegaron, junto con los comerciantes que buscaban sándalo. Los franceses tomaron posesión de la isla en 1853 con lo cual los nativos Kunies fueron convertidos a la religión católica. En 1872 la isla se convirtió en una colonia penal francés, hogar de cerca de 3.000 deportados políticos de la Comuna de París.
Desde 1980, la isla está hermanada con la isla Matsushima de Japón.
El "reality show" francés Las Aventuras de Koh-Lanta (temporada 5) se celebró en 2005 en las islas cercanas a la Isla de los Pinos.

## Economía
Accesible por barco y avión desde Numea, es uno de los lugares más turísticos del archipiélago. Entre los puntos fuertes de esta isla: las grandes playas de fina arena blanca (muy populares) y los colores de la laguna. El mejor ejemplo es la Kuto Bay. Otro ejemplo es la Bahía de Oro (Baie d'Oro), con su lujoso hotel Le Meridien y las piscinas naturales cercanas de agua de mar que lo separan de la bahía por una barrera de rocas. Otro de los atractivos de la isla, especialmente popular entre los turistas, es el viaje en canoa tradicional en la laguna.

## Demografía

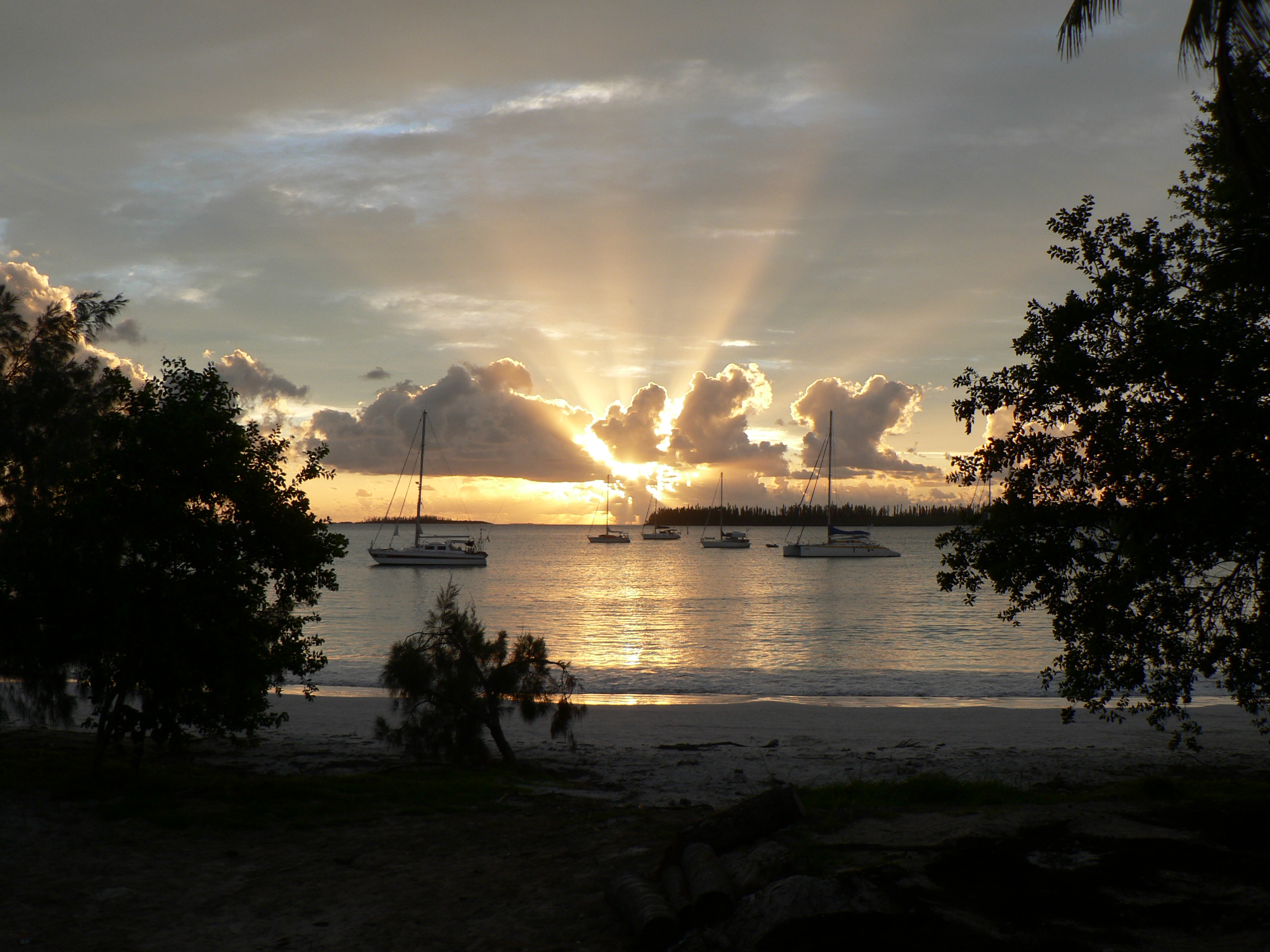
Atardecer, Isla de los Pinos

Posee 15.230 hectáreas y está habitada por cerca de 2.000 habitantes, en su mayoría melanesios (alrededor del 94%), divididos en ocho tribus llamados Kuniés. El Gran Jefe de la isla, Vendégou Hilarión es también el alcalde de la municipalidad de la Isla de Los Pinos.
En la deportación de los insurrectos de la Comuna de París, la parte occidental de la isla se vio afectada. Los deportados fueron divididos en cinco municipios. El más conocido es el primero, d'Ouro. Es en este municipio que se encuentran las ruinas de la colonia penal invadida por la vegetación tropical. Solo la torre de agua esta en buenas condiciones ya que fue renovada en 2005, durante las jornadas de reparación del patrimonio, siempre ha estado en servicio, a pesar de que el agua se ontien ahora directamente en lugar de su captura en el canal abierto excavado por los presos. Este canal abierto es de cinco kilómetros. Los presos estaban encadenados a las paredes de sus celdas. Los deportados tenían libertad de circulación.
En la quinta comuna, que se encuentra totalmente al norte de la isla en la tierra de la tribu de Gadji fueron asignados los Cabilias del Pacífico.